# Omophron variegatum
Omophron variegatum ist eine Art der Laufkäfer aus der Unterfamilie Omophroninae und lebt im westlichen Mittelmeergebiet.

## Merkmale
Imagines der Art sind etwa 7,5 bis knapp neun Millimeter lang und knapp vier bis gut fünf Millimeter breit. Der Körperumriss ist langgestreckt oval und recht geschlossen, zwischen dem Hinterrand des Pronotums und der Basis der Flügeldecken besteht ein schwacher, stumpfwinkliger Absatz. Die Elytren sind ein wenig breiter als das Pronotum. Die Körperunterseite und die Beine sind einfarbig gelbbraun gefärbt, die Oberseite trägt auf gelbbraunem Grund eine Zeichnung aus dunklen, mehr oder weniger grünlich metallisch glänzenden Zeichnungselementen, die zwischen den Unterarten merklich verschieden ist. Typischerweise besitzen die Flügeldecken drei Bänder aus abwechselnd hellen und dunkel metallisch grünen Flecken, sodass sich eine Würfelzeichnung ergibt.
Am Kopf sind die Mandibeln merklich verlängert, ihre Außenkanten besitzen eine keilförmigen Erweiterung. Die Elytren (Deckflügel) tragen 14 deutliche, tief eingeschnittene Streifen, dazwischen sind sie seicht punktiert. Die Oberfläche des Pronotums ist fein gefältelt und am Vorder- und Hinterrand grob dicht punktiert, seine Basis ist ohne Eindruck. Die Beine sind sehr lang, die Deckflügel nur etwa anderthalb mal so lang wie die Hintertarsen. Am Hinterleib ist weder die Basis des ersten noch des zweiten Sternits merklich punktiert.

## Unterarten
Es werden vier Unterarten unterschieden, die sich im Wesentlichen in der dunklen Zeichnung der Oberseite unterscheiden.
- Omophron variegatum variegatum Olivier, 1811. Das Pronotum trägt eine dreiteilige Zeichnung aus einem Mittelstreif und zwei kürzeren seitlichen Streifen. Der Scheitel trägt eine Zeichnung aus zwei Flecken, die am Hinterrand zusammenlaufen. Verbreitung: Iberische Halbinsel (Spanien und Portugal).
- Omophron variegatum sardoum Reitter, 1907. Pronotumzeichnung wie bei der Nominatform. Die dunkle Fleckenzeichnung auf den Flügeldecken ist ausgedehnter, der Metallschein deutlicher ausgeprägt. Scheitelzeichnung wie bei variegatum. Verbreitung: Endemit von Sardinien.
- Omophron variegatum boiteli Alluaud, 1935. Zeichnung auf dem Pronotum und auf dem Scheitel wie bei der Nominatform, aber meist merklich blasser. Die Zeichnung auf den Flügeldecken meist merklich reduziert, nur aus kleinen, dunklen Längsstreifen ohne Kontakt zueinander, wie bei den anderen Unterarten ist meist eine dunkle Linie entlang der Flügeldeckennaht erhalten. Die Intervalle zwischen den Streifen auf den Flügeldecken sind glatt. Verbreitung: Endemit des östlichen Tunesien, aus der Gegend von Bizerta.
- Omophron variegatum seurati Alluaud, 1935. Die Zeichnung auf den Flügeldecken ist an der Basis und in der Mitte zu deutlichen, unregelmäßig begrenzten Querbändern zusammengeflossen. Die Zeichnung auf dem Scheitel ist teilweise reduziert und besteht aus zwei Punkten ohne Verbindung zueinander. Verbreitung: Endemit des westlichen Tunesien, aus Ouchtata nahe Tabarqa.

## Systematik
Omophron variegatum ist Typusart der Untergattung Phrator, die von einigen Taxonomen auch als eigenständige Gattung aufgefasst wird. In diesem Falle müsste die Art Phrator variegatum heißen.

## Ökologie und Lebensweise
Soweit bekannt, lebt die Art in und auf feuchtem, vegetationslosem Sand an Gewässerufern, wie typisch für die Gattung. Über ihre Ökologie ist sonst fast nichts bekannt.